# Christian Jongeneel
Christian Jongeneel (Leiden, 1969) is een Nederlandse freelance journalist die gespecialiseerd is in informatica, elektronica en internet. In het verleden was hij hoofdredacteur van Delta (TU Delft), en interim (eind)redacteur bij de Volkskrant, Technisch Weekblad en Natuurwetenschap en Techniek.
Jongeneel studeerde informatica aan de TU Delft en promoveerde aan die universiteit in de filosofie van de informatica. Zijn twee voornaamste boeken, De programmeur en de kangoeroedans en Het zit in een lab en het heeft gelijk, bewegen zich op het raakvlak van wetenschap en filosofie. Dat geldt ook voor zijn maandelijkse column in De Ingenieur.
Jongeneel is ook penningmeester/secretaris van de Ab Harrewijnprijs, een prijs voor originele initiatieven voor mensen aan de onderkant van de samenleving vernoemd naar oud-GroenLinks Tweede Kamerlid Ab Harrewijn. Daarnaast is hij redacteur voor De Linker Wang, het blad van het gelijknamig platform voor geloof en politiek, gelieerd aan GroenLinks.
Hij is ook literair actief. In 2002 richtte hij samen met schrijver Ernest van der Kwast de stichting Rotown Magic op, die literaire activiteiten verzorgt in Rotterdam. Zelf publiceerde hij in 2018 de roman 'Magda is overal' bij uitgeverij Douane.

## Boeken
- De geprogrammeerde graal (1996)
- De programmeur en de kangoeroedans (1998)
- Duidelijke digi-taal (2000) (als ghostwriter voor Cor Stutterheim en Hans Böhm)
- Bijbel, Koran, Grondwet (2001) (als ghostwriter voor Ab Harrewijn)
- De eindeloze ether (2004) (samen met Herbert Blankesteijn en Frank Biesboer)
- Het zit in een lab en het heeft gelijk (2008)
- Magda is overal (2018, roman)
- Venus in het gras (2020, roman)